# 小行星12414
小行星12414（12414 Bure）是一颗绕太阳运转的小行星，为主小行星带小行星。该小行星于1995年9月26日发现。

## 轨道参数
小行星12414的轨道半长轴为2.4239127 UA，离心率为0.200。